# Kabiemit
Kabiemit is een plaats in Kenia in het district Keiyo in de provincie Bonde la Ufa.  Volgens de census van 1999 woonden er 6.731 inwoners.  De plaats bevindt zich ten zuidoosten van de stad Eldoret.
De tot Nederlandse geneutraliseerde atlete Lornah Kiplagat is op 1 mei 1974 in het ziekenhuis van Kabiemit geboren.

## Geboren in Kabiemit
- Lornah Kiplagat (1 mei 1974), Nederlands langeafstandsloopster